# Zelmira (opera)
A Zelmira Gioachino Rossini kétfelvonásos operája. Szövegkönyvét Andrea Leone Tottola írta Belloy Zelmire című színműve alapján. Ősbemutatójára 1822. február 16-án került sor a nápolyi San Carlo operaházban.

## Szereplők
| Szereplő                            | Hangfekvés    |
| ----------------------------------- | ------------- |
| Polidórosz, Leszbosz királya        | basszus       |
| Zelmira, a lánya                    | szoprán       |
| Emma, Zelmira barátnője             | alt           |
| Ilosz, Trója királya, Zelmira férje | tenor         |
| Antenórosz, Mitilíni zsarnoka       | tenor         |
| Leucipposz, generális               | bassz-bariton |
| Iacidész, Ilosz szolgája            | tenor         |
| Jupiter főpapja                     | basszus       |
| Papok, nép, katonák.                |               |

## Cselekmény
Helyszín: Leszbosz szigete
Ilosz távolléte alatt, Azorusz, Mitlíni zsarnoka, akit Zelmira korábban kikosarazott lerohanja Leszbosz szigetét és elfoglalja Polidórosz trónját. Zelmirának sikerül apját elrejtenie a királyi mauzóleumban és Azorusznak azt hazudja, hogy apja tulajdonképpen Ceres templomában bujdosik. A felbőszült zsarnok felégeti a templomot, azzal a gondolattal, hogy végez a királlyal. Azoruszt Antenórusz öli meg, aki maga számára szeretné megkaparintani a leszboszi trónt. Ezért megpróbálja Zelmirát kapcsolatba hozni a király és Azorusz halálával. Kezdetben Emma, Zelmira barátnője is elhiszi a vádakat, de Zelmira felfedi előtte, hogy apja életben van és megkéri, hogy helyezze biztonságba fiát. Ilosz herceg visszatér a szigetre. Zelmira fél elmondani az ellene felhozott vádakat és így a herceg csak Antenórusz változatát ismeri meg. Antenóruszt Leszbosz királyává koronázzák. Leucipposz megkísérli meggyilkolni Iloszt, de Zelmira megakadályozza. Miután a herceg rányit Zelmirára, aki Leucipposz tőrét fogja, gyilkossági kísérlettel gyanúsítja meg és börtönbe veti. Leucipposz elfog egy levelet, melyben Zelmira bevallja Ilosznak, hogy az öreg király a mauzóleumban rejtőzködik és, hogy az ellene felhozott vádak hamisak. Azzal a gondolattal, hogy ráveszik apja rejtekhelyének felfedésére, Leucipposz és Antenórusz szabadon engedik Zelmirát. Miután megtalálják Polidóroszt, mindkettejüket börtönbe vetik. Emma elmondja Ilosznak az igazságot. A herceg kiszabadítja Polidóroszt és Zelmirát a börtönből és elfogatja az áruló Antenóruszt és Leucipposzt.

## Híres áriák
- Che vidi! Amici! O eccesso! - Antenórusz áriája
- Terra amica - Ilosz áriája
- Ciel pietoso, ciel clemente - Emma imája
- Riedi al soglio - Zelmira áriája